# Улица Корякова
Улица Коря́кова — улица в Выборгском районе Санкт-Петербурга. Проходит от Выборгского шоссе до Петровской улицы в историческом районе Шувалово. Застроена деревянными домами.

## История
Изначально улица называлась Екатерининской (название известно с 1899 года). Современное название улица получила 22 февраля 1939 года в честь Петра Трофимовича Корякова (1892—1917), большевика, погибшего  в перестрелке с полицией  во время Февральской революции и похороненного на Марсовом поле. До 1940-х годов улица начиналась от Эриванской улицы.

## Транспорт
Ближайшая к улице Корякова станция метро — «Озерки» 2-й (Московско-Петроградской) линии.

## Пересечения
С юга на север (по увеличению нумерации домов) улицу Корякова пересекают следующие улицы:
- Выборгское шоссе;
- Варваринская улица;
- Славянская набережная;
- Елизаветинская улица;
- Софийская улица;
- Петровская улица.